# Антоан Прево
Антоан Прево (на френски: Antoine François Prévost), известен като абат Прево, е френски духовник, журналист, преводач и писател на произведения в жанра драма, исторически роман, любовен роман и документалистика.

## Биография и творчество
Антоан Франсоа Прево д'Ексилес е роден на 1 април 1697 г. в Еден, графство Артоа, Франция. Той е вторият от петимата синове на адвокат Лиевин Превос и Мари Дюкле. Учи в йезуитското училище в Еден и проявява блестящи способности. В продължение на 16 години е послушник на ордена на йезуитите в Париж, следвайки едновременно обучение в колежа в Ла Флеш.
Неспособен да понесе дисциплина на ордена, в края на 1716 г. напуска и се включва в армията. През 1719 г. връща в Париж и отново се включва в ордена на йезуитите. Не след дълго отново го напуска, вероятно заради нещастна любов. През 1721 г. той се присъединява към към научната общност на бенедиктинските монаси от Сейнт Маур в абатството Фонтенел, след това полага монашески обет в абатството Юмиеж и прекарва следващите 7 години в различни институции на ордена в Нормандия, където преподава проповядва и учи. През 1728 г. е в абатството Сен Жермен де Пре, участва в разработването на научните трудове на бенедиктинците, като се счита, че един от томовете на сборника Gallia Christiana е написан почти изцяло от него. През 1728 г. напуска и отива в Англия.
В Лондон придобива широки познания по английска история и литература. Преди да напусне бенедиктинците започва най-известния си роман Mémoires et aventures d'un homme de qualité qui s’est retiré du monde, първите четири тома от които са публикувани в Париж и в Амстердам в периода 1728 – 1932 г.
През 1729 г. той заминава от Англия за Холандия. Докато е в Хага, прави преводи на Жак Огюст де Ту. Там започва да публикува в периода 1731 – 1739 г. произведения в 8 тома Le Philosophe anglais, ou Histoire de Monsieur Cleveland, fils naturel de Cromwell, écrite par lui-même, et traduite de l'anglais, петият том, от който, съдържа атаки срещу йезуитите.
Седмият том съдържа известния му роман „Манон Леско“ (Histoire du chevalier de Grieux et de Manon Lescaut). Седемнадесетгодишният де Грийо, произхождащ от знатно и богато семейство избягва с куртизанката Манон Леско в Париж. Богатството на Де Грио свършва бързо и двойката се озовава в Ню Орлиънс, където се представят за семейство. Когато лъжата се разкрива, възниква съперничество на Грийо с племенника на губернатора, довело до дуел. Племенникът пада повален, а двойката бяга през пустинята на Луизиана, надявайки се да достигне английско селище. По пътя Манон умира от изтощение, а де Грийо се връща във франция. Книгата е забранена във Франция и се разпространява апокрифно, което увеличава популярността ѝ. През 1953 г. авторът прави ревизия на книгата като смекчава някои скандални подробности. Книгата е в основата на операта на Джакомо Пучини „Манон Леско“ и операта „Манон“ на Жул Масне. От 1908 г. романът многократно е екранизиран във филми и сериали.
През 1733 г. Прево отива отново в Лондон. В Англия издава до 1740 г. с прекъсвания седмичния вестник Le Pour et le Contre (За и против) съдържащо есета, разкази и анекдоти.
През есента на 1734 г. Прево се помирява с бенедиктинците и, връщайки се във Франция, е приет в бенедиктинския манастир La Croix-Saint-Leufroy в диоцеза Евре, за да премине през ново замонашване. През 1735 г. е освободен от пребиваване в манастира и става свещеник към принц де Конти, а през 1754 г. получава приора на Сейнт Жорж де Женес.
Продължава да пише и да прави преводи от английски. С изключение на кратко пребиваване в Брюксел и Франкфурт в периода 1741 – 1742 г. остава в Шантили.
Антоан Прево умира внезапно от инсулт по време на разходка на 25 ноември 1763 г. в Куртей, Франция.

## Произведения
- Les Aventures de Pomponius, chevalier romain (1724)
- Mémoires et aventures d’un homme de qualité (1728 – 1731)
- Histoire du chevalier de Grieux et de Manon Lescaut (1731)
Манон Леско, изд.: „Народна защита“, София (1898), прев. Антон Делев
Манон Леско, изд. „Хемусъ“ (1918), прев., Димитър Бръзицов
Манон Леско: Историята на една безгранична любов, изд. „Т. Д. Пиров“ (1941), прев. Александър Порняков
Манон Леско, изд.: „Народна култура“, София (1975, 1976), изд.: „Пегас“, Велико Търново (1992), изд.: „Полюси“, София (1992), прев. Пенка Пройкова
- Le Philosophe anglais ou Histoire de M. Cleveland, fils naturel de Cromwell (1731 – 1739)
- Le Doyen de Killerine (1735 – 1740)
- Histoire d'une Grecque moderne (1740)
- Histoire de Marguerite d’Anjou (1740)
- Mémoires pour servir à l’histoire de Malte (1741)
- Campagnes philosophiques, ou Memoires de M. de Montcal (1741)
- Manuel lexique ou dictionnaire portatif des mots François (1750)
- Le Monde moral ou Mémoires pour servir à l’histoire du cœur humain (1760)

### Разкази
- Furori sacrum (1728)
- L'homme changé en arbre (1728)
- L'homme changé en ours (1728)
- Exemple merveilleux de la force de l'imagination (1734)
- Les revenants de la terre de Cléray (1735)
- Ordre, règles et discipline des sorciers (1735)

### Преводи
- Historia sui temporis, т.1 (1545) от Жак Огюст де Ту
- Tout pour l'amour (1735) от Джон Драйдън
- Pamela ou la Vertu récompensée (1741) от Самюел Ричардсън
- Lettres anglaises ou Histoire de Miss Clarisse Harlovie (1751) от Самюел Ричардсън

### Екранизации
- 1908 Manon Lescaut
- 1910 Manon
- 1911 Manon Lescaut
- 1912 Manon Lescaut
- 1914 Manon Lescaut
- 1918 Manon Lescaut
- 1926 Manon Lescaut
- 1927 When a Man Loves
- 1940 Manon Lescaut
- 1949 Манон
- 1954 Gli amori di Manon Lescaut
- 1956 Manon Lescaut – тв филм
- 1967 Manon – тв филм
- 1968 Манон 70, Manon 70
- 1976 Manon – тв минисериал, 3 епизода
- 1978 Histoire du chevalier Des Grieux et de Manon Lescaut – тв минисериал
- 1979 Istoriya kavalera de Grie i Manon Lesko – тв филм
- 1981 Manon
- 1983 Manon Lescaut – тв филм
- 1983 Manon – тв филм
- 1985 Manon Lescaut – тв филм
- 1986 Manón
- 1990 Manon Lescaut – тв филм
- 1997 Manon Lescaut – тв филм
- 1998 Manon Lescaut – тв филм
- 2001 Manon – тв филм
- 2005 Manon Lescaut – тв филм
- 2007 Jules Massenet: Manon – тв филм
- 2007 Manon – тв филм
- 2013 Manon Lescaut – тв филм